# Всеобщие выборы в Боснии и Герцеговине (2018)
Всеобщие выборы прошли Боснии и Герцеговине 7 октября 2018 года. Избирателям предстоит избрать сопрезидентстов и членов Палаты представителей, а также президентов и парламентов Федерации Боснии и Герцеговины и Республики Сербской .

## Избирательная система
Три сопрезидента избираются большинством голосов.
42 членов Палаты представителей избираются на основе пропорционального представительства в двух округах, Федерации Боснии и Герцеговины и Республики Сербской.

## Результаты

### Президентство
| Кандидат                    | Партия                                                      | %           | Голосов     |
| От Босняков                 | От Босняков                                                 | От Босняков | От Босняков |
| --------------------------- | ----------------------------------------------------------- | ----------- | ----------- |
| Денис Бечирович             | Социал-демократическая партия Боснии и Герцеговины          | 33,37       | 212,581     |
| Шефик Джаферович            | Партия демократического действия                            | 37,30       | 194,688     |
| Фахрудин Радончич           | Союз за Будущее                                             | 12,89       | 75,210      |
| Мирсад Хаджикадич           | Платформа за прогресс                                       | 9,43        | 58,555      |
| Сенад Шепич                 | Независимый блок                                            | 5,41        | 29,922      |
| Амер Ерлагич                | Партия за Боснию и Герцеговину                              | 1,61        | 9,655       |
| От Хорватов                 |                                                             |             |             |
| Желько Комшич               | Демократический Фронт                                       | 51,14       | 225,500     |
| Драган Чович (действующий)  | Хорватское демократическое содружество Боснии и Герцеговины | 37,31       | 154,819     |
| Диана Зеленика              | Хорватское демократическое содружество 1990                 | 6,46        | 25,890      |
| Бориша Фалатар              | Наша партия                                                 | 3,56        | 16,036      |
| Йерко Иванкович-Льянович    | Народная партия «Работа ради процветания»                   | 1,53        | 6,099       |
| От Сербов                   |                                                             |             |             |
| Милорад Додик               | Союз независимых социал-демократов                          | 54,06       | 368,210     |
| Младен Иванич (действующий) | Сербская демократическая партия-ПДП-НДП-СРП-ПУП РС          | 42,79       | 292,065     |
| Мирьяна Попович             | Сербская прогрессивная партия                               | 1,64        | 12,731      |
| Гойко Клицкович             | Первая сербская демократическая партия                      | 1,51        | 10,355      |
| Действительные голоса       | Действительные голоса                                       | 93.37       | 1,692,316   |
| Недействительные голоса     | Недействительные голоса                                     | 6.63        | 120,259     |
| Всего                       | Всего                                                       | 100         | 1,812,575   |
| Зарегистрировано/Явка       | Зарегистрировано/Явка                                       | 54.02       | 3,355,429   |
| Источник:CEC                |                                                             |             |             |

### Парламент
| Партия                   | Голосов | %     |
| ------------------------ | ------- | ----- |
| Партия демдействия       | 133 664 | 25,31 |
| ХДС                      | 98 500  | 18,65 |
| СДП                      | 73 558  | 13,93 |
| Демфронт                 | 46 908  | 8,88  |
| Союз — Фахрудин Радончич | 31 994  | 6,06  |
| Союз демдействия         | 23 002  | 4,36  |
| ХДС 1990                 | 19 670  | 3,73  |
| За Европейскую Боснию    | 19 587  | 3,71  |
| Наша партия              | 18 241  | 3,45  |
| Независимый блок         | 15 842  | 3,00  |
| СНСД                     | 185 009 | 39,58 |
| Список СДС               | 119 421 | 25,55 |
| НДП — Младен Иванич      | 57 516  | 12,31 |
| ДНС народный союз        | 47 473  | 10,16 |
| Соцпартия                | 21 802  | 4,66  |
| Партия демдействия       | 17 424  | 3,73  |